# Jimmy Vasser
Jimmy Vasser (Canoga Park, Kalifornia, 1965. november 20. –) amerikai autóversenyző. 1996-ban bajnokságot nyert az IndyCar World Series-ben. Jelenleg a KV Technologies résztulajdonosa az IndyCar-ban.

## Pályafutása
1992-ben debütált az IndyCar World Series-ben a Hayhoe/Cole csapat színeiben. Egy long beach-i 7. helyen kívül nem ért el említésre méltó eredményt.  1993-ban is maradt a csapatnál és Phoenixben már dobogóra is állhatott. 1994 után szakított a csapatával és a feljövőben lévő Chip Ganassi Racinghez szerződött. Két második és két harmadik hellyel a 8. lett a bajnokságban. 1996-ban a szakadás évében maradt az IndyCar World Seriesben a csapatával. Jó döntésnem bizonyult mivel 4 győzelemmel megszerezte a bajnoki címet. A következő évek a Chip Ganassi Racing dominanciájáról szóltak, igaz nem Vasser hanem csapattársa Alex Zanardi szerzett sorozatban két bajnoki címet. 2001-ben átszerződött a Patrick Racinghez ahol nem tudott komolyabb sikereket elérni. Ezután több csapatban is megfordult, végül saját csapatot alapított 2004-ben és abban versenyzett. 2005-ben töltötte el az utolsó teljes szezonját a Champ Carban. 2006-ban még elindult a szezonnyitón és 2008-ban is a szezonnyitó és egyben a Champ Car széria búcsú versenyén. A CART/Champ Car-ral párhuzamosan elindult néhány IRL versenyen is. Először 2000-ben az Indy500-on majd a következő három évben is ugyanezen a versenyen.